# Víctor Hevia Granda
Víctor Hevia Granda (Oviedo, 1885 – Oviedo, 1957) è stato uno scultore spagnolo.

## Carriera
Ha vissuto durante la sua infanzia nell'ex Monastero di San Vicente, dove si trovava la Delegazione Provinciale di Oviedo, dove lavorava suo padre. Ha studiato presso la Scuola di Arti e Mestieri, ottenendo una borsa di studio da parte del governo provinciale, ed entrò nel Real Academia de Bellas Artes de San Fernando a Madrid. Successivamente ha vissuto diversi anni a Roma.
Nella Mostra Nazionale di Belle Arti del 1910, presentò il suo lavoro El Ocaso, lodato da Mariano Benlliure, e nel 1915 El Galeote, con il quale vinse il terzo premio per la scultura e il premio Círculo de Bellas Artes. Al suo ritorno dall'Italia espose a Oviedo tutto il lavoro fatto in quel paese. Nel 1917 ha fondato, insieme ad altri, la famosa Tertulia La Claraboya, che gli commissionò di eseguire un monumento a Clarín ed un'altra Campoamor (sculture che furono in gran parte distrutti durante la guerra civile spagnola). In quell'anno ha vinto il Primo Premio dei medaglioni commemorativi della Battaglia di Covadonga e dell'incoronazione canonica della Vergine di Covadonga, eventi organizzati nel 1918. Il consiglio della Cattedrale di Oviedo gli affidò, nel 1921, il restauro e la pulizia della Camera Santa. Nel 1940 è stato responsabile dei lavori di restauro della cappella di San Miguel.
Victor Hevia era un accademico della Real Academia de Bellas Artes de San Fernando, membro del consiglio di amministrazione del Real Instituto de Estudios Asturianos, curatore e assistente del direttore, Direttore del Museo del Pueblo Español de Barcelona e docente della Scuola di Arte e Mestieri a Oviedo dal 1925.

## Opere

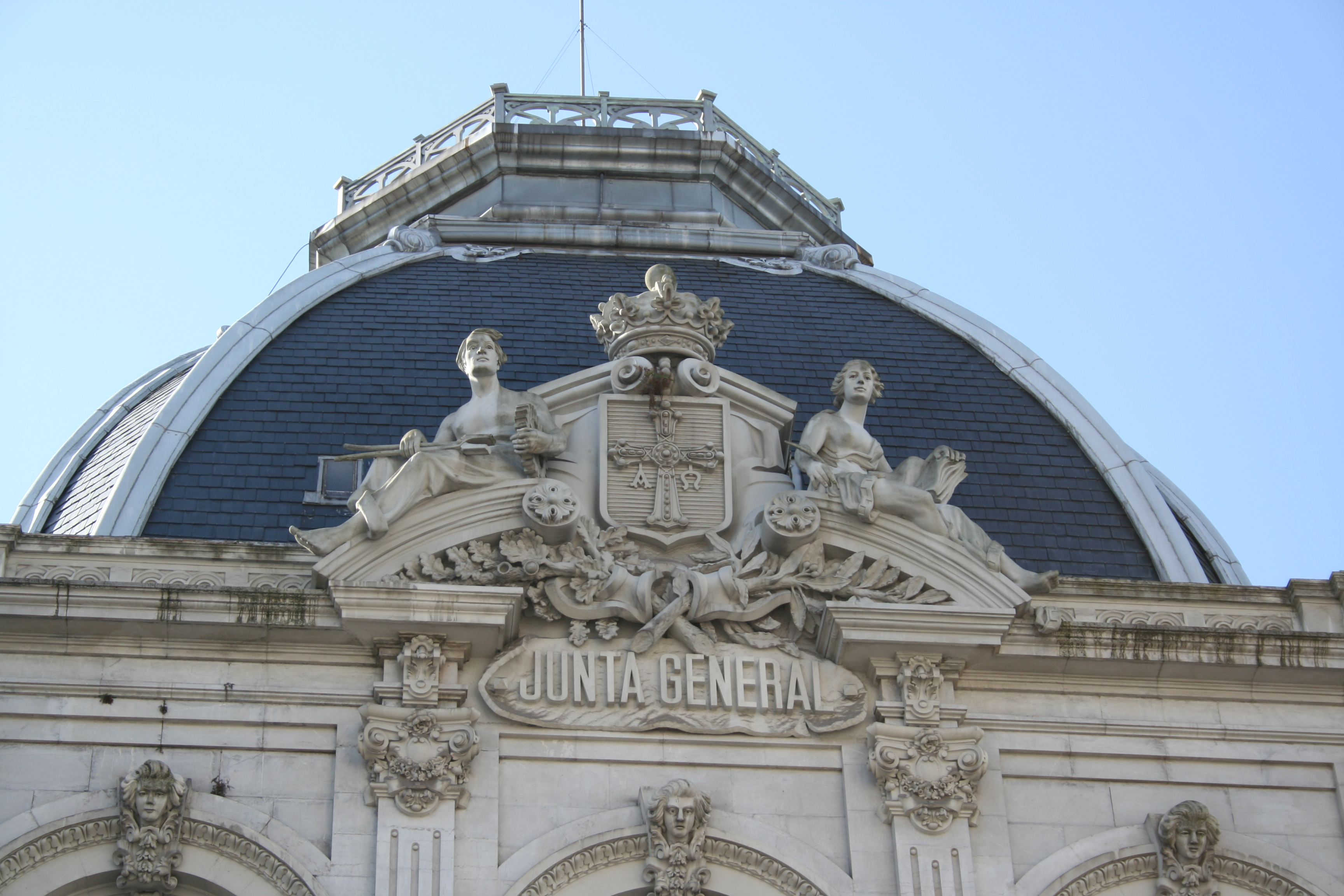
Scultura di Víctor Hevia Granda

Tra le sue numerose opere ricordiamo: 
- Lo scudo della facciata del Palazzo del Principato delle Asturie (1913)
- Targa in memoria del caporale Luis Noval (1910)
- Mausoleo del caporale Luis Noval (1916)
- Amore e dolore (1925)
- Busto di Juan Rodríguez Muñiz (1927)
- Monumento a Leopoldo Alas "Clarín" (1931)
- Monumento a José Tartiere (1933)
- Busto di Adolfo Prieto (1945)
- Busto di Carlos Tartiere (1950)
- Busto di Julián Clavería (1944)
- Monumento a Martín González del Valle (1954)
- Statua del re Alfonso II delle Asturie
- Busto di Eladio García Jove[6]
- Lapide di Fermín Canella Secades (1926)
- Busto di Manuel Artime
- Busto di José Tartiere Lenegre
- Busto di Ramón de Campoamor
- Allegorie del lavoro e delle arti

### Restauri
- Apostolato romanico dell'ala santa della Cattedrale di Oviedo;
- Le immagini della vergine bianca e Alfonso XI nel chiostro della Cattedrale di Oviedo;
- Mausoleo di Fernando de Valdés-Salas della chiesa di Santa Maria Maggiore, originaria di Pompeo Leoni;
- Pala in terracotta della cappella della vergine del Valle;
- Facciata romanica della Chiesa di San Isidoro di Oviedo.

### Come autore
- Hevia Granda, Víctor, Reja gótica, púlpitos renacentistas y ambones platerescos del antiguo coro de la Catedral de Oviedo., in Boletín del Real Instituto de Estudios Asturianos, n. 4, 1948,  pp. 109-113.

### Come co-autore
- Fernández-Buelta, José María, Hevia Granda, Víctor, Ruinas del Oviedo primitivo., in Boletín del Real Instituto de Estudios Asturianos, n. 4, 1948,  pp. 114-128.
- Fernández-Buelta, José María, Hevia Granda, Víctor, La Cámara Santa de Oviedo. Su primitiva construcción, su destrucción y reconstrucción., in Boletín del Real Instituto de Estudios Asturianos, n. 6, 1949,  pp. 51-118.
- Fernández-Buelta, José María, Hevia Granda, Víctor, Nueva fase de las excavaciones del Oviedo antiguo., in Boletín del Real Instituto de Estudios Asturianos, n. 10, 1950,  pp. 119-159.
- Fernández-Buelta, José María, Hevia Granda, Víctor, Tercera fase de las excavaciones del Oviedo antiguo., in Boletín del Real Instituto de Estudios Asturianos, n. 13, 1951,  pp. 113-128.